# Amaechi Ottiji
Amaechi Ottiji (* 28. Dezember 1969 in Enugu; † 25. Dezember 2004 in Kolumbien) war ein nigerianischer Fußballspieler.

## Werdegang
Der Stürmer Amaechi Ottiji spielte als Jugendlicher für den Verein Calabar Rovers. Ab 1987 spielte er in der ersten nigerianischen Liga für die Enugu Rangers und die BCC Lions. Mit den Lions gewann er im Jahre 1989 den nigerianischen Pokal durch einen 1:0-Sieg über Iwuanyanwu Nationale. Im Jahre 1990 wechselte Ottiji zum griechischen Erstligisten Panachaiki. Er spielte vier Jahre lang für diesen Club und erzielte in 110 Spielen 50 Tore. Nach dem Abstieg im Jahre 1994 wechselte Ottiji zum Ligarivalen Ionikos Nikea und erzielte in drei Jahren 14 Tore in 62 Spielen.
Im Sommer 1997 kam Ottiji nach Deutschland und schloss sich dem Regionalligisten SV Darmstadt 98 an. Trotz seiner 13 Tore in 23 Spielen konnte er den Abstieg der „Lillien“ nicht verhindern und wechselte daraufhin zum Ligarivalen SC Weismain. Auch mit seinem neuen Club stieg er am Ende der Saison 1998/99 ab. Für Weismain erzielte er in acht Spielen vier Tore. Daraufhin wechselte Ottiji zum FC Gütersloh in die Regionalliga West/Südwest. Dort erzielte er in 18 Spielen zwölf Tore, bevor der hochverschuldete Verein am 14. Februar 2000 aufgelöst wurde.
Ottiji wechselte zum Ligarivalen Sportfreunde Siegen und erzielte in 16 Spielen neun Tore. Im Sommer 2001 wechselte er zunächst zum VfB Oldenburg, bevor er in der Winterpause zur SV Elversberg wechselte, wo er 2003 seine Karriere beendete. Für Oldenburg erzielte er in 14 Spielen sieben Tore und für Elversberg in 22 Spielen drei Tore.
Im Jahre 1998 absolvierte Amaechi Ottiji ein Spiel für die nigerianische Nationalmannschaft und wurde bei einem Freundschaftsspiel gegen den Iran eingesetzt.
Amaechi Ottiji starb am 25. Dezember 2004. In Kolumbien geriet er in eine Schießerei zwischen zwei rivalisierenden Drogenbanden.

## Erfolge
- Nigerianischer Pokalsieger: 1989